# ر. ديويت ميلر
ر. ديويت ميلر (بالإنجليزية: R. DeWitt Miller)‏ (1910 - 1958)؛ روائي أمريكي.